# Gare de Montigny-le-Tilleul
La gare de Montigny-le-Tilleul est une ancienne halte ferroviaire belge, de la ligne 132 de Charleroi à Treignes (frontière), située sur le territoire de la commune de Montigny-le-Tilleul dans la province de Hainaut.
Mise en service en 1876 par le Grand Central Belge, elle est fermée au service des voyageurs en 1982. Ses installations ont été détruites depuis.

## Situation ferroviaire
La gare de Montigny-le-Tilleul était située au point kilométrique (PK) 5,30 de la ligne 132 de Charleroi-Sud à Treignes (frontière), entre les gares fermées de Mont-sur-Marchienne et de Bomerée.
Le viaduc de Montigny-le-Tilleul (nl) fait passer le ring belge R3 par-dessus la ligne 132 à moins de 100 m au nord de la gare.

## Histoire
Le point d'arrêt de Montigny-le-Tilleul, administrée depuis la gare de Bomerée ouvre au service des voyageurs et des bagages durant l'année 1876, alors que la ligne de Charleroi-Sud à Vireux construite en 1848 par la Société du chemin de fer de l'Entre-Sambre-et-Meuse appartient au Grand Central Belge.
Elle accède au statut de halte le 1er octobre 1908. Établie dans la vallée de l'Eau d'Heure, elle se situe entre la route menant à Montigny-le-Tilleul et celle menant aux carrières et à l'usine Marbragglo ou Marbraglo.
Elle est fermée au service des voyageurs le 23 mai 1982, ; la fermeture du raccordement pour les marchandises est décidée en 1983.
Construit autour de 1908, le bâtiment de la gare aurait été démoli entre 1970 et 1980. Le poste de block no 6, peut-être situé dans une aile de la gare conservée après la démolition[réf. souhaitée], est mis hors service en novembre 1990 et démoli en mai 1991.

## Patrimoine ferroviaire
Les anciennes infrastructures de la gare ont disparu. Une aire de parcage et une maison moderne ont remplacé l'ancienne gare.
Le bâtiment, datant probablement de 1908, était une halte de plan type 1893 bâtie en briques avec des bandeaux de pierre plus claire. À gauche du corps de logis se trouvait une aile de huit travées dont quatre dotées de plus petites fenêtres pour la partie entreposant les marchandises,.